# Phaenocarpa vitata
Phaenocarpa vitata är en stekelart som beskrevs av Chen och Wu 1994. Phaenocarpa vitata ingår i släktet Phaenocarpa och familjen bracksteklar. Inga underarter finns listade i Catalogue of Life.